# 歼教-6
歼教-6是中國人民解放軍空軍以歼-6為藍本自行研製的超音速噴射教練機，同樣為了要培訓歼-6飛行員而在1966年委託瀋陽飛機工業公司研製，1970年試飛成功，1973年投產，1975年裝備部隊

## 基本資料
- 機長: 12.92米
- 翼展: 9.2米
- 機高: 3.8米
- 翼面積: 25平方米
- 空重: 5,625公斤
- 載重: 7,420公斤

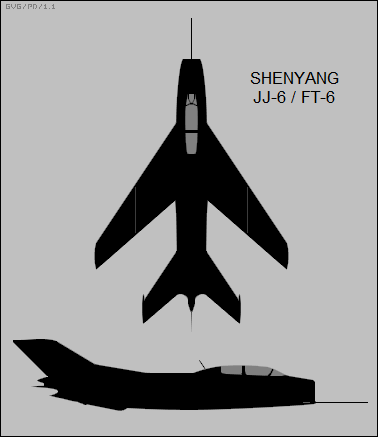
歼教-6

- 發動機: 2部渦噴-6發動機(推力=25.5kN/開後燃推力=31.9kN)
- 最快時速: 1,296公里/小時(1.22倍音速)
- 航程: 940公里
- 昇限: 16,000米
- 武裝:1支30毫米口徑機炮
- 乘員:2人

## 設計特點
歼教-6為了在原歼-6的機身加多一個座位而把機身延長375毫米，座艙蓋加高80毫米，前座椅頭靠改矮40毫米而後座椅抬高70毫米，從而保證後方教官的向前視野，著陸傘艙被移至垂直尾翼根部以避免放傘時受到噴氣衝刷，後機身加上雙腹鰭以保證其水平方向的穩定性，機身右側的30毫米口徑機炮保留以便學員學習空中射擊，歼教-6在改成雙座機後雖然重量增加但最高速度仍可維持在1.22倍音速

## 使用國家
- 中华人民共和国
- 巴基斯坦

## 外部連結
- 歼教-6(空軍世界)